# Rombocasma

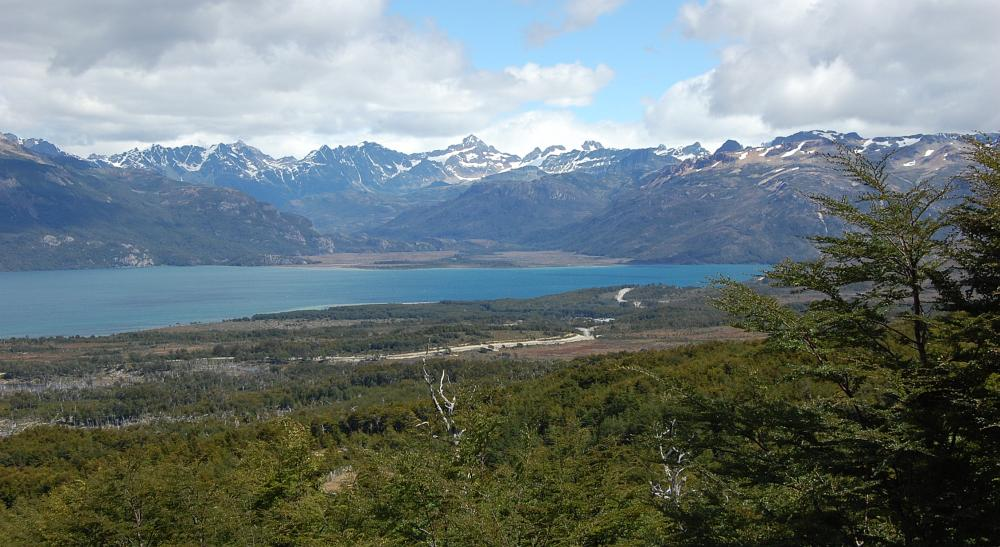
Il lago Fagnano nella Terra del Fuoco si estende lungo un Rombocasma

Il Rombocasma, anche chiamato bacino di pull-apart oppure bacino a pull-apart (in Inglese: pull-apart basin, "bacino separabile") è un bacino strutturale in cui due faglie sovrapposte o una curva di faglia creano un'area di estensione crostale soggetta a tensione la quale fa affondare il bacino. Frequentemente, questi bacini sono di forma rombica (da cui il nome) o sigmoidale. Dimensionalmente, i bacini sono limitati alla distanza tra le faglie e alla lunghezza di sovrapposizione. I bacini separabili sono indicati anche come zone di tensione sovrapposte ("overlapping-tension-zones", OTZ).

## Meccanica e configurazione delle faglie

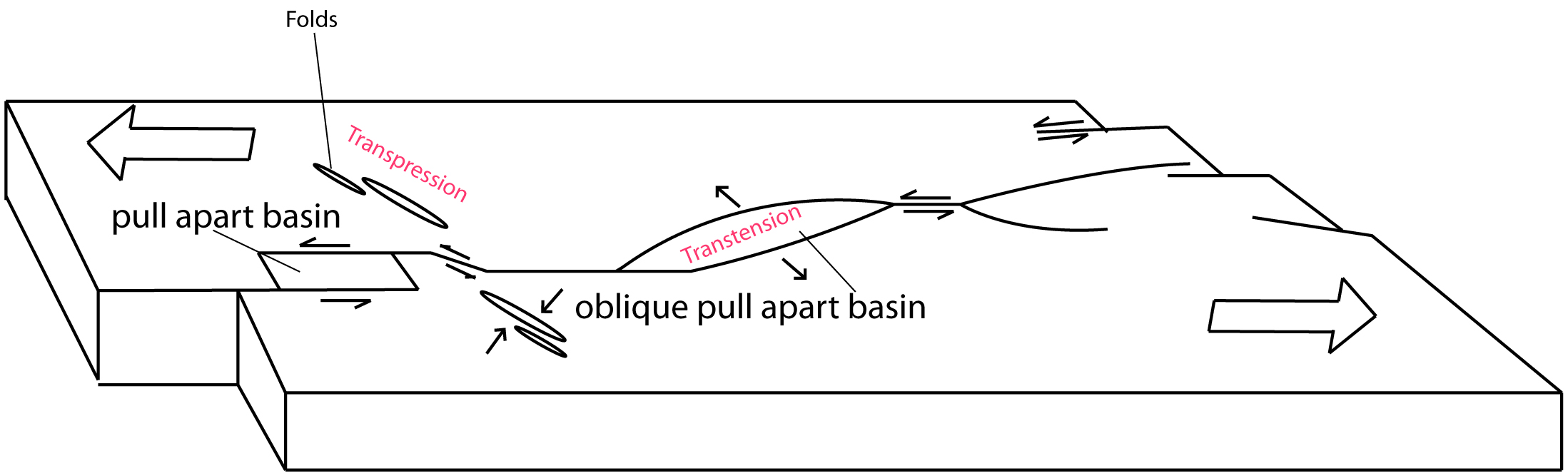
Immagine di un bacino a pull-apart ridisegnato da Frisch et al. 2010

La disomogeneità e la complessità strutturale della crosta continentale fa sì che le faglie si discostino da un percorso rettilineo e causino frequentemente pieghe o scavalcamenti nei percorsi di faglia. Curve e scavalcamenti (step-over) di faglie adiacenti diventano posizioni favorevoli per sollecitazioni estensionali e compressive di stress transtensionali e transpressivi, se il movimento di taglio è obliquo. I rombocasmi si formano in ambienti da estensionali a transtensionali lungo le curve di faglia o tra due faglie adiacenti sinistre o destre.
Lo step-over o la curva nella faglia devono essere nella stessa direzione del senso di movimento sulla faglia stessa, altrimenti l'area sarà soggetta a transpressione. Ad esempio, come illustrato nelle figure allegate, due faglie sovrapposte sinistre devono avere uno step-over sinistro per creare un bacino separabile. Una faglia regionale trascorrente è definita come una zona di spostamento principale ("principal displacement zone", PDZ). Faglie laterali del bacino 
collegano le punte delle faglie di step-over alla faglia opposta. Recenti modelli di simulazione hanno dimostrato che la geometria e l'evoluzione dei bacini a pull-apart varia notevolmente nelle situazioni di scorrimento orizzontale puro rispetto alle impostazioni transtensionali. Si ritiene che le impostazioni transtensionali generino una maggiore subsidenza superficiale rispetto al puro scorrimento orizzontale.

## Esempi

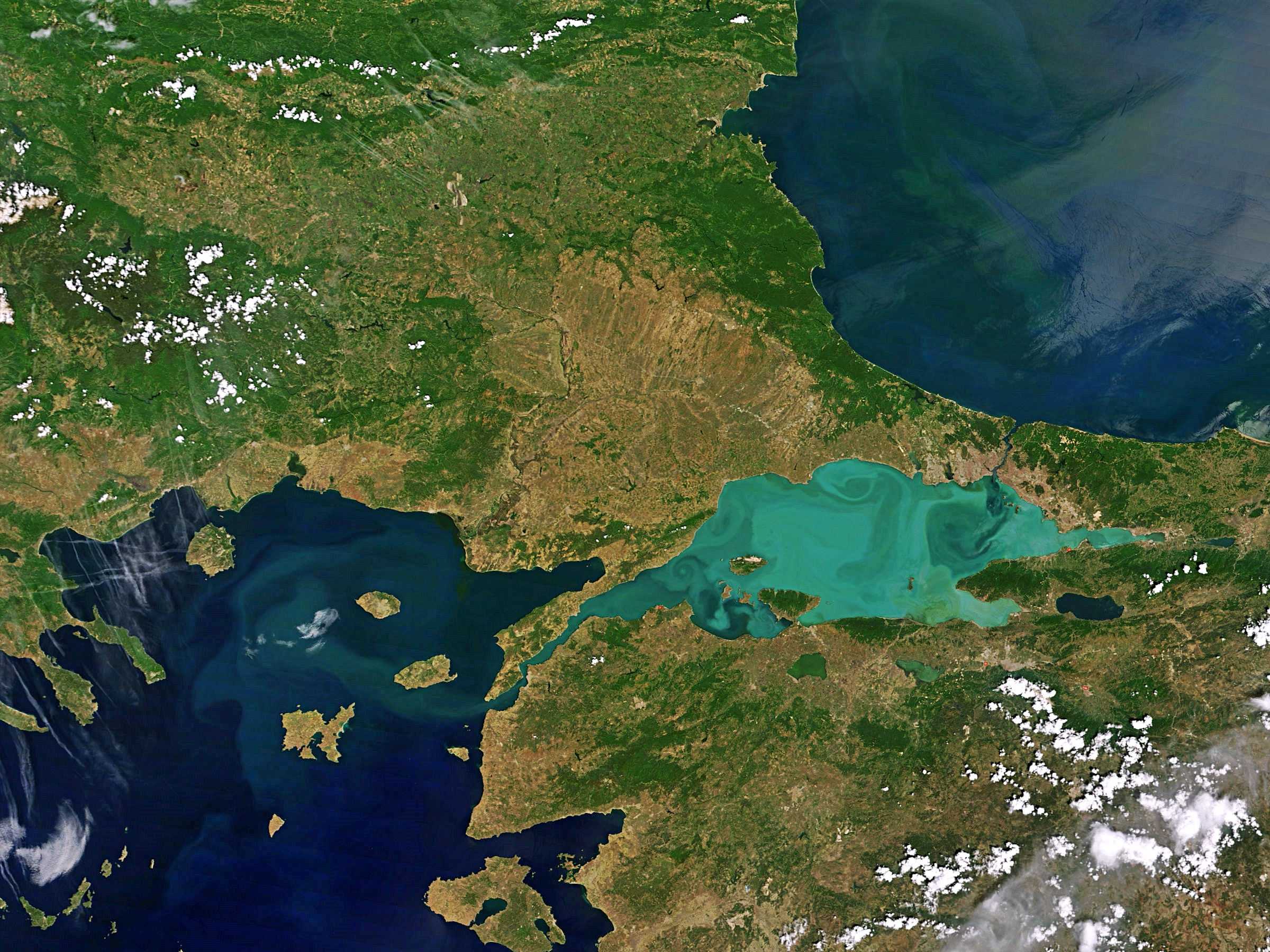
Il Mar di Marmara é un bacino a rombocasma

Due famosi bacini continentali sono il Mar Morto e il lago Salton. I bacini separabili sono adatti alla ricerca perché i sedimenti depositati nel bacino forniscono una linea temporale dell'attività lungo la faglia. Il Salton Trough è un bacino a pull-apart attivo situato in uno scavalcamento tra la faglia di Sant'Andrea e la faglia di Imperial. Il dislocamento sulla faglia è di circa 6 cm/anno. L'attuale stato transtensionale genera faglie normali di crescita e alcuni movimenti di slittamento. Le faglie di crescita nella regione si dirigono a N15E, hanno pendenze ripide (~ 70 gradi) e spostamenti verticali di 1-4 mm/anno. Otto eventi di scivolamento di grandi dimensioni si sono verificati su queste faglie con rigetto verticale compreso tra 0,2-1,0 metri. Questi producono terremoti superiori alla magnitudo 6 e sono responsabili della maggior parte dell'estensione nel bacino e conseguentemente di anomalie termiche, cedimenti e localizzazione di colli isolati (in inglese: butte) composti da riolite come i Salton Buttes.

## Significato economico
I rombocasmi rappresentano un importante obiettivo di esplorazione per petrolio e gas naturale, mineralizzazione dei porfidi cupriferi e campi geotermici. Il sistema di faglie di Matzen nel giacimento di petrolio omonimo è stato rimodellato in graben estensionali prodotti da rombocasmi del Bacino di Vienna. Il Mar Morto è stato studiato estesamente e lì l'assottigliamento della crosta in corrispondenza dei rombocasmi può generare un carico differenziale e stimolare la risalita di diapiri salini, che costituiscono frequentemente una trappola per gli idrocarburi. Allo stesso modo, l'intensa deformazione e la rapida subsidenza e deposizione nei rombocasmi creano numerose trappole strutturali e stratigrafiche, aumentando la loro vitalità come serbatoi di idrocarburi.
Il regime estensionale superficiale dei rombocasmi facilita anche l'accumulo di rocce intrusive felsiche con alta mineralizzazione del rame. Si ritiene che questo sia il principale controllo strutturale del deposito gigante di rame a Escondida in Cile. Per la stessa ragione (a causa cioè dell'elevato flusso di calore associato al magma in risalita)  nei rombocasmi si trovano campi geotermici.